# Запечаћено време
Запечаћено време (руски: „Запечатленное време”, буквално „Ухваћено време”) јесте књига руског синеасте Андреја Тарковског о уметности и кинемтографији уопште, са посебним акценом на његове филмове. Првобитно је објављен 1985. на немачком језику непосредно пре ауторове смрти, а објављен на енглеском 1987. у преводу Кити Хантер-Блер. Наслов се односи на лични термин Тарковског за његов стил снимања филмова.

## Синопсис
Главна теза књиге о природи биоскопа сажета је у реченици: „Доминантни, свемоћни фактор филмске слике је ритам, који изражава ток времена унутар кадра“. Књига садржи значајан број песама које је написао његов отац Арсеније Александрович Тарковски, заједно са доста личних записа Тарковског о његовом животу и раду, белешке са предавања и дискусија током снимања Андреја Рубљова са студенткињом историје филма по имену Олга Суркова, која је касније постала професионални критичар и помогла у писању књиге.
Књига има коментаре на сваки од његових 7 главних играних филмова и његов сложен однос са Совјетским Савезом. Последње поглавље, дискусија о његовом филму Жртва, издиктирано је у последњим недељама живота Тарковског.

## Настанак књиге
Тарковски је одлучио да напише књигу делимично како би објаснио или дао увид својој збуњеној публици о природи филмова које је стварао.
У уводу књиге он цитира многа писма која је добијао током година, како позтивине тако и негативне оцене. Писма су се, без обзира на њихову природу, слагала у једном: људи нису разумели шта се дешава у филму. Ова књига је, како Тарковски објашњава, одговор на питања делу публике која је вољна да с њим разговара. Тарковски је такође навео филмску критичарку Олгу Суркову као инспирацију за настанак књиге и да су разговори са њом у великој мери утицали на садржај дела.

## Пријем
Критички пријем за Запечаћено време био је позитиван. Словенски преглед је похвалио превод, садржај и изглед књиге. Ерик Дејвид је похвалио књигу, назвавши је једном од „највећих књига о снимању филмова које је написао редитељ”. Пишући за Сајден Тајмс, Ијан Кристи је изјавио да признаје да књига остварује циљ Тарковског, а то је да пружи увид у његов креативни процес и да публици објасни логику иза његових филмова.